# 토머스 프리드먼
토머스 L. 프리드먼 (Thomas L. Friedman, 1953년 7월 20일-)은 미국인 언론인, 컬럼니스트이다. 현재 뉴욕타임즈지 칼럼 란에 국제 관계에 관해 주기적으로 기고하고 있다. 리버럴 성향을 대변하는 글을 쓰고 있으며 인기있는 컬럼니스트로 많은 독자를 확보하고 있다.
미네소타주 미니어폴리스 출생으로, 매사추세츠주 브랜다이스 대학에 입학할 때까지 그곳에서 살았다. 대학 졸업후 마셜 장학금으로 옥스퍼드 대학에 가 중동학 석사를 취득한다. 프리드먼은 그에게 영향을 준 인물로 그 무렵에 만난 앨버트 오라니 교수를 꼽고 있다.
그 후 UPI의 런던지사에 들어가 거기서 1년 일한 후 베이루트에 파견되어 1979년부터 1981년까지 머무른다. 이후 뉴욕타임즈사로 회사를 옮겼지만 1982년 다시 베이루트로 발령을 받는다. 그해 이스라엘의 레바논 침공, 중동전쟁을 목격했으며, 특히 사브라 샤틸라 학살을 취재하여 1983년 퓰리처 국제 보도상을 수상한다. 1984년부터 1988년까지 예루살렘에 파견된 프리드먼은 이 기간 동안 팔레스타인의 봉기인 인티파다를 취재/보도한 공로로 다시 퓰리처상을 받는다. 이러한 체험을 그는 《베이루트에서 예루살렘까지》로 출판한다.
조지 H. W. 부시 정권 당시 제임스 베이커 국무장관을 취재했다. 빌 클린턴 당선 후에는 1994년까지 뉴욕타임즈 백악관 특파원이 되어 이후 미국의 외교 정책이나 경제정책을 취재했다. 1995년 이후는 국제 관계 칼럼니스트로서 현재까지 뉴욕 타임즈지에서 활약하고 있다.

## 저서
- 《세계는 평평하다》(The World Is Flat: A Brief History Of The Twenty-first Century) (2005) ISBN 0-374-29288-4
- 《경도와 태도》(Longitudes and Attitudes: Exploring the World After September 11) (2002) ISBN 0-374-19066-6
- 《렉서스와 올리브나무》(The Lexus and the Olive Tree) (2000) ISBN 0-374-18552-2
- 《베이루트에서 예루살렘까지》(From Beirut to Jerusalem) (1989) ISBN 0-374-15894-0, (updated 1990) ISBN 0-385-41372-6
- 《코드 그린 뜨겁고 평평하고 붐비는 세계》(CODE GREEN: Hot, Flat, and Crowded)(2008)